# Drusilla (cómic)
Drusilla, es un personaje ficticio, un personaje femenino perteneciente a las historias del cómic de la Mujer Maravilla, una amazona que debutó en las páginas de Wonder Woman Vol. 1 #182-184 (junio-agosto de 1969), creada para la editorial DC Comics, por Mike Sekowsky, este personaje, sería la base para la creación del personaje de la serie de televisión Mujer Maravilla que la actriz estadounidense Debra Winger interpretó para la televisión, en la cual, dista de su personaje de la historieta para aparecer en la televisión como Wonder Girl, la compañera de armas contra el crimen de la Mujer Maravilla, mientras que en los cómics era un personaje menor importancia convirtiéndose en un personaje aliado de la Mujer maravilla, mientras que para su etapa post-crisis sería una identidad secreta que utilizaría la segunda Wonder Girl (Cassie Sandsmark).

## Biografía del personaje ficticio

### Pre-Crisis
Drusilla, era una mensajera de las Amazonas, ante la ex-Wonder Woman (Diana Prince, cuando por aquel entonces había perdido sus poderes) con una terrible noticia. En la dimensión en la que ahora albergaba a la Isla Paraíso, Ares estaba tratando de forzar a Hipólita para que pudiera darle el secreto sobre el viaje transdimensional. Como Hipólita le había negado el secreto, Ares terminó enviado sus tropas invadiendo la isla, matando a muchas Amazonas. Por aquel entonces, la Hija de Ares conocida como Eris, la diosa de la discordia, colocó a Hipólita en un sueño profundo que la dejó con encantamiento mágico.

#### Tiempo de amar, tiempo de morir!
Durante aventuras de Diana Prince con I-Ching su maestro de artes marciales de China y aliado contra el crimen, cuando se encontraban en otra dimensión, la reina Hipólita se le encuentra hablándole a una amazona llamada Drusilla, que le encarga para traer a su hija, la princesa Diana, de regreso a la isla, gracias a que ella le otorga un amuleto mágico interdimensional. Cuando Drusilla logra cruzar a la dimensión terrestres, logra localizar a Diana y I-Ching, por lo que decide entonces seguirlos, sin embargo, cuando entra en contacto para llevarle el mensaje de la madre de Diana que los tres viajan y los llevan a los tres tanto a través de las barreras dimensionales de la Tierra hasta el sitio exacto donde la Isla Paraíso existe ahora.

#### De regreso a Isla Paraíso
La Tierra estaba siendo arrasada por la guerra, y la reina Hipólita se encontraba atormentada y en estado de coma. Una Amazona revela que Ares, junto a su hermana Eris, y sus hijos Deimos y Fobos llegaron ante Hipólita y le exigieron el secreto del viaje entre dimensiones para que pudieran viajar a la Tierra y provocar una guerra sangrienta. Como la reina Hipólita se negó y de insofacto se produjo una batalla, y como consecuencia de ello, las amazonas fueron derrotadas. Pero con Hipólita siendo retenida en secreto, por lo cual Eris la maldijo con una pesadilla de sueño profundo, que sólo terminaría cuando su secreto fuese arrancado de ella.
Después, Marte se le aparecería a Diana y le dice que ella podría terminar con el sufrimiento de su madre siempre y cuando esta permita que le revele el secreto. Pero Hipólita, incluso estando bajo el efecto del sueño, agarra la mano de Diana, dándole entender que eso significa que su respuesta sigue siendo un rotundo “no”. Cuando Marte intervino tras su intento de secuestrar a la familia de Hipólita, las Amazonas rodean a su reina e intentan detenerlo. Marte entonces se retira, prometiendo volver con más tropas. Diana reuniría a las Amazonas para poder luchar a su lado en contra de su enemigo, a pesar de que les supera en número en cinco a uno. Diana después se pone la armadura de combate y lidera el ejército amazona, atacando a Deimos y al ejército de hombres-bestia de Fobos, durante el cual, durante la batalla contra el enemigo pierden a Hipólita. Las Amazonas logran recuperar a su reina gracias a un ataque dirigido por la misma Diana, retirándose a un paso de montaña, donde tienen la intención de hacer la última resistencia contra las tropas de Marte.

#### La última batalla
Diana lucha con la idea de ir a otra dimensión, en donde todavía existe el Rey Arturo y sus héroes legendarios, pidiendoles su ayuda para repeler las tropas de Marte. Drusilla, la mensajera de las Amazonas, la lleva a ese reino, en el que Arturo está llevando a cabo un torneo de héroes. Pero ninguno de ellos desean ir a la guerra otra vez, incluso después de que Diana les dice que Marte está en marcha una vez más. Una lucha comienza entre Diana y Sigfrid, pero la Valkiria Brunilda los detiene y le dice a Diana que ella y sus valquirias estarían orgullosas de ayudar a las Amazonas. Por lo tanto, Diana regresa con la nórdicas mujeres guerreras y comienzan su batalla final contra las fuerzas de Marte. En poco tiempo, se les une Roland y los otros héroes del reino de Arturo, y el ejército de Marte es derrotado. Hipólita despertaría de su sueño, y Marte traería ante Diana una inconsciente Hipólita ante ella, haciéndole honor a su oponente, sin embargo, le dice que finalmente volverá. Roland, Brunilda, y los demás héroes y Valkirias regresan a su hogar. Isla Paraíso sería reconstruida, además, I-Ching opta por quedarse allí un tiempo y estudiar los más antiguos misterios de las amazonas. Después de la crisis, Drusilla toma a Diana de nuevo en su apartamento en la Tierra en el que forma parte y se despiden.

## Versiones alternativas
- Una mujer llamada Drusilla, está basada en el personaje de Debra Winger e hizo un cameo en Crisis Infinita #6, como Wonder Girl Tierra-462.[5][6]

## Apariciones en otros medios

### Serie de televisiónWonder Woman
En 1976, una versión de Wonder Girl apareció, llamada Drusilla (en lugar de Donna Troy) apareció en la serie de televisión de la Mujer Maravilla, y fue interpretada por Debra Winger.

#### Debra Winger como Wonder Girl (Drusilla)
Aunque el episodio piloto reveló ser el alter ego de la Mujer Maravilla, siendo la princesa Diana de Isla Paraíso, siendo hija única de la reina Hipólita, más tarde se le presentó en la serie como una hermana menor de Diana llamada Drusilla. Esta versión de Drusila era muy diferente al personaje que hizo aparició brevemente en los cómics. Ella sería modificada para la serie de televisión. Drusilla apareció por primera vez en el episodio de dos partes tíulado, "The Feminum Mystique". En ese episodio, la reina Hipólita (interpretada por la actriz Carolyn Jones) envía a Drusilla a América con el fin de llevar a su hermana de vuelta a Isla Paraíso. (Cabe señalar que la reina Hipólita no se le conoce por su nombre en cualquiera de los especiales televisivos en los que participó).
Drusilla queda inmuscuida en una aventura, en la queda inmediatamente involucrada en una trampa de los nazis que buscaban descubrir el secreto de las pulseras mágicas de la Mujer Maravilla, y descubrir la forma en que se transformaba su hermana mayor que le otorgaba sus poderes. Aunque Drusilla crea el personaje de Wonder Girl, su distinción se pierde con los nazis, ya que creen que ella es la Mujer Maravilla y la terminan por secuestrar a ella.
Drusilla apareció de nuevo en el último episodio de la primera temporada, titulado, "La Mujer Maravilla en Hollywood". Una serie Wonder Girl estaba prevista para su desarrollo cuando la actriz Debra Winger rompió su contrato y dejó la serie.

### Trivia
- En los cómics, Drusila era una amazona normal que apareció en los cómics de la Mujer Maravilla Vol. 1 #182 del año de 1969, como aliada de la Mujer Maravilla. La versión Debra Winger como Drusilla hizo un cameo en las páginas de la historieta de Crisis Infinita #6, como Wonder Girl de Tierra 462.

- Cassandra Sandsmark, más tarde utilizó el alias de Drusilla como Drusilla Príamo, para poder protegerse temporalmente su identidad.[8]